# Antonio Valdés González-Roldán
Antonio Valdés González-Roldán (Villaviciosa, 1926 - Madrid, 10 d'octubre de 2007) fou un enginyer i polític asturià, ministre d'obres públiques en els darrers anys del franquisme.

## Biografia
Fill de l'enginyer José María Valdés Díaz-Caneja, ell mateix va estudiar enginyeria de camins, especialitzant-se en enginyeria de trànsit. Un cop llicenciat en 1949 va començar a exercir. El seu primer càrrec públic fou el 1965 com a Delegat de Transports a la ciutat de Madrid durant vuit anys, sent destacable la seva tasca de millora de les comunicacions i del tràfic de les vies.
El 1974 va ser nomenat ministre d'Obres Públiques en els últims anys del Govern de Franco, en substitució de Gonzalo Fernández de la Mora, càrrec en el qual va continuar en el primer govern sota el rei Joan Carles I (1975-1976).
Decidit partidari de la modernització de les comunicacions a Espanya i, fonamentalment, d'Astúries natal, fou impulsor d'infraestructures com l'autopista «Y», l'autopista del Huerna i la M-30 madrilenya. També propulsà obres tan importants com el transvasament Tajo-Segura, els accessos per autopista a Galícia, nombroses ampliacions portuàries (Barcelona, Bilbao, València, Sevilla, Avilés...) i el pas de Despeñaperros.
Admirador del polígraf xixonès Gaspar Melchor de Jovellanos, posseïa una selecta biblioteca jovellanista, que va donar a l'agost de 2006 a la Fundació Fòrum Jovellanos del Principat d'Astúries, de Gijón, de la qual era Patró d'honor.